# Ayacucho megye (Argentína)
Ayacucho egy megye Argentína középső részén, San Luis tartományban. Székhelye San Francisco del Monte de Oro.

## Földrajz
A megye területén fekszik a Sierra de las Quijadas Nemzeti Park egy része.

## Népesség
A megye népessége a közelmúltban a következőképpen változott:
| Év   | Lakosság |
| ---- | -------- |
| 2001 | 16 855   |
| 2010 | 19 087   |